# Caproni Ca.97
Die Caproni Ca.97 war ein italienisches Mehrzweckflugzeug. Sie war der erste kommerzielle Erfolg des Flugzeugherstellers Caproni in den 1930er-Jahren.

## Geschichte und Konstruktion
Das Flugzeug wurde 1927 als Schulterdecker für bis zu sechs Passagiere konstruiert und war ursprünglich für drei Motoren ausgelegt. Vorgesehen waren Lorraine-Dietrich-Reihenmotoren mit einer Leistung von 130 PS, 97 kW. Es wurden aber auch Flugzeuge mit einem oder zwei Motoren mit einer Gesamtleistung von ca. 400 bis 500 PS (298–373 kW) gebaut. Die oben genannten technischen Daten entsprechen der einmotorigen Version.

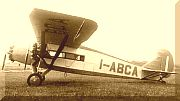
Eine dreimotorige Ca.97

Die Ca.97 wurde im militärischen und zivilen Bereich unter anderem als Transporter, als Schulungsflugzeug, als Krankentransportflugzeug, als Aufklärer und als Bomber eingesetzt. In der Aufklärerversion wurde hinter der Tragfläche ein Maschinengewehrstand eingebaut.
Der Bristol-Sternmotor wurde auch für die Variante Ca.97 Idro verwendet. Dies war ein Wasserflugzeug mit zwei Schwimmern.
Die Gesamtzahl der gebauten Ca.97 betrug wahrscheinlich 13 Exemplare.

## Varianten
- Ca.97: Ziviles Mehrzweckflugzeug
- Ca.97 Idro: Mit zwei Schwimmern ausgestattete Version

## Militärische Nutzung
Königreich Italien
- Regia Aeronautica

## Technische Daten

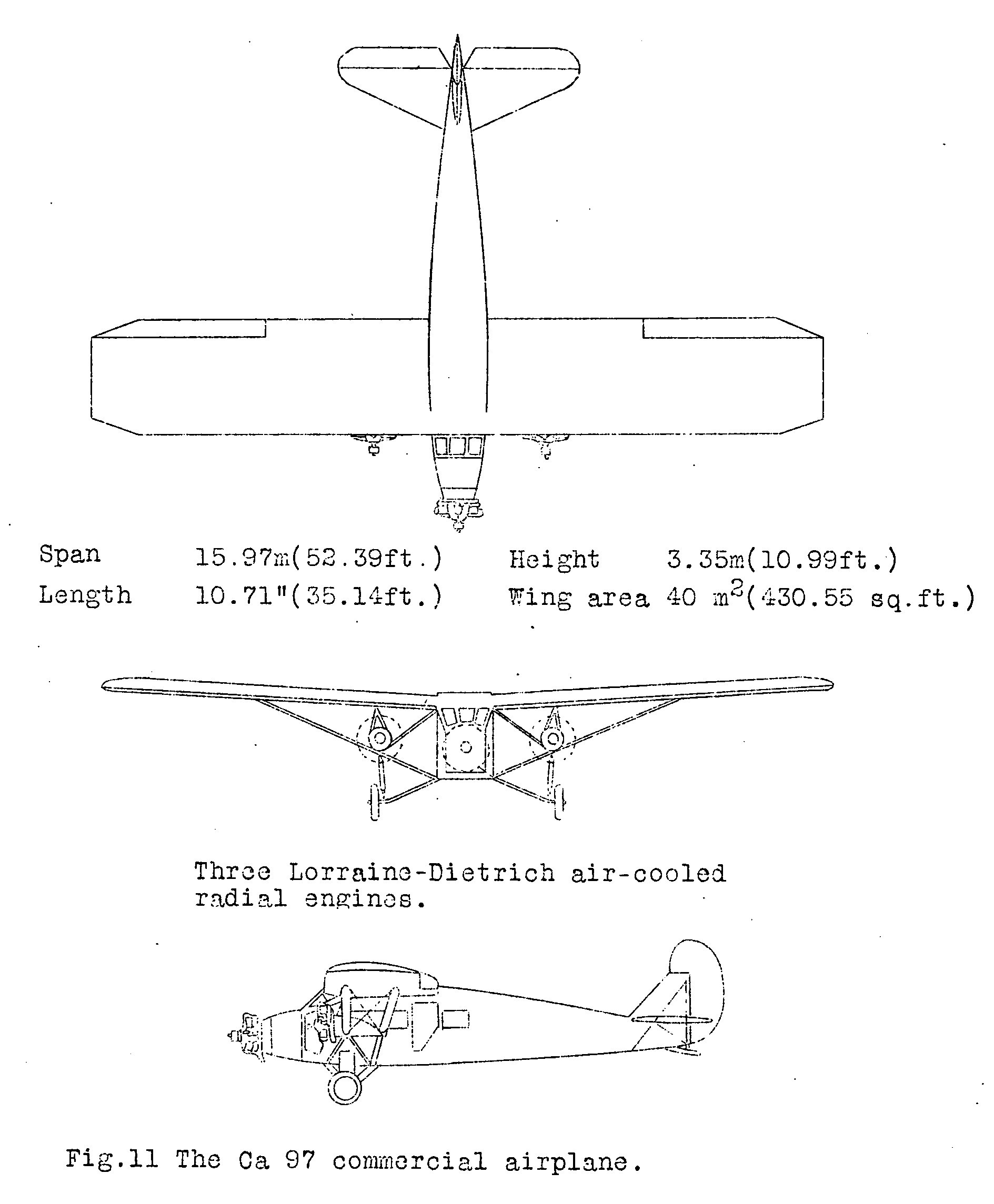
Dreiseitenansicht

| Kenngröße             | Daten                                                         |
| --------------------- | ------------------------------------------------------------- |
| Besatzung             | 2                                                             |
| Passagiere            | 6                                                             |
| Länge                 | 10,70 m                                                       |
| Spannweite            | 15,95 m                                                       |
| Höhe                  | 3,35 m                                                        |
| Flügelfläche          | 40 m²                                                         |
| Flügelstreckung       | 6,4                                                           |
| Leermasse             | 1500 kg                                                       |
| max. Startmasse       | 2495 kg                                                       |
| Reisegeschwindigkeit  | ? km/h                                                        |
| Höchstgeschwindigkeit | 255 km/h                                                      |
| Dienstgipfelhöhe      | 7400 m                                                        |
| Reichweite            | 1000 km                                                       |
| Triebwerke            | 1 × 9-Zylinder-Sternmotor Bristol Jupiter mit 363 kW (494 PS) |